# Резван Сава
Резван Сергіу Сава (рум. Răzvan Sergiu Sava, нар. 21 червня 2002, Тимішоара, Румунія) — румунський футболіст, воротар італійського клубу «Удінезе».

## Ігрова кар'єра

### Клубна
Резван Сава народився у місті Тимішоара і займатися футболом почав у місцевій команді. Але вже у 2017 році він перебрався до Італії, де приєднався до клубної академії «Про Сесто». Через рік він перейшов до академії «Ювентуса». Після того ще два роки навчався та грав у молодіжному складі клубу «Торіно».
У січні 2022 року Сава повернувся до Румунії, де приєднався до стану чинного чемпіона країни — клубу ЧФР, з яким підписав контракт на чотири роки. Першу гру в основі воротар провів 14 серпня 2022 року.
Після того, як перед сезоном 2023/24 основний воротар клубу Сімоне Скуффе покинув команду, Сава зайняв місце першого голкіпера команди. У тому ж сезоні Сава дебютував у матчах єврокубків, а також був визнаний кращим гравцем сезону серед футболістів до 21 року.
23 серпня 2024 року Резван Сава перейшов до італійського «Удінезе», з яким підписав контракт на п'ять років.

### Збірна
З 2023 року Резван Сава захищає кольори молодіжної збірної Румунії.

## Титули
ЧФР
 Чемпіон Румунії: 2021/22
Індивідуальний
- Кращий гравець сезону віком до 21 року: 2023/24